# Коррейя, Афонсу
Жозе Афонсу Фрейташ Коррейя (порт. José Afonso Freitas Correia; 18 июля 2001, Фуншал, Португалия) — португальский футболист, полузащитник клуба «Нарва-Транс».

## Карьера
Воспитанник клуба «Маритиму», в системе которого он был 16 лет. Также на родине играл за команду «Помбал». В феврале 2025 года Коррейя заключил контракт с эстонской «Нарвой-Транс». Дебютировал за клуб в Премиум-Лиге португальский хавбек 1 марта в поединке стартового тура чемпионата против «Флоры» (2:2): на 52-й минуте он вышел на замену вместо Михаила Кожушко.